# Uwe Jacobsen
Uwe Jacobsen (Aschersleben, 22 settembre 1940) è un ex nuotatore tedesco.

## Carriera
Contribuì alla vittoria della medaglia d'argento nella staffetta 4x100m stile libero alle Olimpiadi di Tokyo 1964.

## Palmarès
- Giochi olimpici estivi

Tokyo 1964: argento nella 4x100m stile libero (come Squadra Unificata tedesca).